# Хавайан-Гарденс
Хавайан-Гарденс (англ. Hawaiian Gardens) — город в округе Лос-Анджелес в штате Калифорния в Соединённых Штатах Америки.
Согласно данным переписи населения США 2020 года число жителей города 
составляло 14 149 человек, что чуть меньше (− 0.7%), чем было во время предыдущей переписи проводившейся в 2010 году (14 254 человека).

## История
После того, как пузырь недвижимости девятнадцатого века лопнул, Лос-Анджелес снова начал расти, и к началу века достиг 100 000 жителей. Но район, который станет Хавайан-Гарденс (тогда известный как «Дельта»), оставался в основном сельской местностью с молочными и огородными фермами и нефтяными разработками.

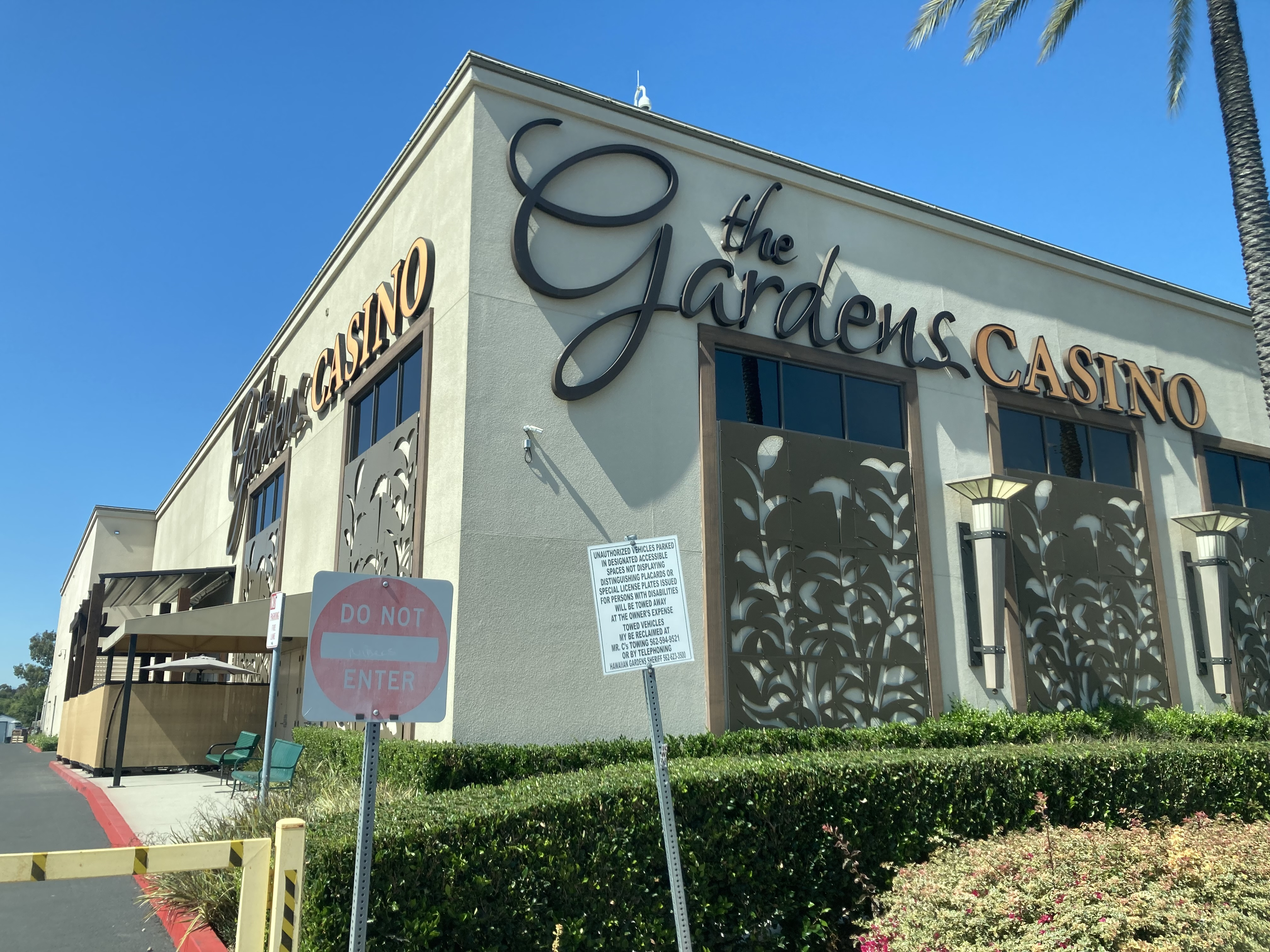
Казино Гарденс

Hawaiian Gardens в буквальном переводе на русский язык означает Гавайские Сады. Такое необычное название для калифорнийского города произошло от киоска с закусками 1930-х годов, украшенного пальмовыми ветвями и бамбуком. Он был главной достопримечательностью тогдашней сельской глубинки в течение многих лет, и его название закрепилось, когда вокруг него вырос небольшой городок. 
Во время Великой депрессии этот район стал убежищем для людей, покупающих или строящих дома из-за низкой стоимости земли, несмотря на плохие дороги, частые наводнения и ограниченный доступ к электричеству.
Хавайан-Гарденс официально получил статус города 9 апреля 1964 года.
Хавайан-Гарденс — один из семи городов округа Лос-Анджелес, где разрешены азартные игры и более 65% дохода города поступает от казино.

## География
Это самый маленький город в округе по площади. Граничит с городами округа Лос-Анджелес Лонг-Бич и Лейквуд, а также с городом Сайпресс округа Ориндж.
Согласно данным Бюро переписи населения США, общая площадь города составляет 1,0 квадратную милю (2,6 км2). Почти вся эта территория приходится на сушу и лишь 0,01 квадратной мили (0,026 км2 или 1,09%) — это водная поверхность.